# Antonio Durini
Antonio Durini di Monza (Milano, 6 giugno 1770 – Milano, 16 aprile 1850) è stato un nobile e politico italiano.

## Biografia
Membro dell'antica famiglia nobiliare dei Durini, conti di Monza, e figlio di Gian Giacomo II Durini, IV conte di Monza, Antonio nacque a Milano il 6 giugno 1770. Avviato alla carriera ecclesiastica e diplomatica come diversi altri esponenti della sua casata, studiò a Roma dove prese i voti, e fu nominato ventiseienne governatore di Città di Castello. Poco dopo l'assunzione del suo ufficio tuttavia, le armate di Napoleone invasero lo Stato della Chiesa destituendo le vecchie autorità.
Ritornato quindi a Milano, con spregiudicato trasformismo smise i panni sacerdotali e si dichiarò repubblicano. Iniziò quindi la carriera politica nella Repubblica Cisalpina tanto che, proclamato nel frattempo il Regno d'Italia, fu nominato podestà di Milano nel 1807, carica che ricoprì fino al ritorno degli austriaci nel 1814, allorquando tentò inutilmente di salvare la vita all'amico ministro Giuseppe Prina, cui diede sepoltura.
Antonio seppe abilmente integrarsi all'interno del nuovo regime asburgico grazie alle sue influenti amicizie fra i nobili milanesi, che ne avevano apprezzato l'equilibrio e l'efficienza. Fu così che, nel 1827, anche i nuovi governanti gli riaffidarono la carica podestarile, che tenne per dieci anni fino al 1837, per poi ritirarsi definitivamente dalla vita pubblica nel 1843. Il conte Antonio Durini aveva sposato il 5 marzo 1808 Donna Giuseppina Casati, sorella di Teresa Casati, moglie del conte Federico Confalonieri. Prima di morire, vide i figli Alessandro e Carlo combattere durante le Cinque Giornate del 1848. Morì il 16 aprile 1850.

## Fonti
- Storia di Milano, su storiadimilano.it.